# 플로리안 다비트 피츠
플로리안 다비트 피츠(독일어: Florian David Fitz, 1974년 11월 20일~)는 독일의 배우이다.

## 작품 목록
- 데 보나메 (2018)
- 100일 동안 100가지로 100퍼센트 행복찾기 (2018)
- 웰컴 투 저머니 (2016)
- 에릭 카스트너 앤 리틀 튜즈데이 (2016)
- 우리 생애 최고의 날 (2016)
- 승자의 거짓말 (2014)
- 투어드포스 : 기적의 여정 (2014)
- 루겐 (2014)
- 다 게트 노흐 바스! (2013)
- 지저스러브스미 (2012)
- 세계를 측정하는 방법 3D (2012)
- 빈센트: 이탈리아 바다를 찾아 (2010)
- 걸스 온 탑 2 (2004)
- 혹성 탈출 그 두번째 이야기 (2001)